# Nowa Kuźnia (Bolesławiec)
Pour les articles homonymes, voir Nowa Kuźnia.
Nowa Kuźnia est une localité polonaise de la gmina de Gromadka, située dans le powiat de Bolesławiec en voïvodie de Basse-Silésie.